# Naka-no-rôka
Naka-no-rôka (von japanisch 中の廊下 ‚Mittlerer Durchgang‘) ist ein Tal im ostantarktischen Königin-Maud-Land. Es liegt im nördlichen Teil der Belgica Mountains.
Japanische Wissenschaftler fertigten 1976 Luftaufnahmen an, nahmen von 1979 bis 1980 Vermessungen vor und benannten es 1981.